# 碘酸铜
碘酸铜是铜的碘酸盐，化学式为Cu(IO3)2，目前仅已知二价的化合物。

## 制备
向硝酸铜溶液中加入碘酸，得到一水合物晶体：
{\displaystyle {\ce {Cu^2+ + 2HIO3 + H2O -> Cu(IO3)2 . H2O + 2H+}}}

## 性质
碘酸铜一水合物（Cu(IO3)2·H2O）在240°C发生脱水，生成无水物。无水物继续加热至470°C，不经熔化而分解，生成氧化铜。可溶于稀硫酸、稀硝酸，不溶于水和热乙醇。在氨水中形成配位化合物而溶解。
{\displaystyle {\ce {Cu(IO3)2 + 4NH3 -> [Cu(NH3)4]^2+ + 2IO3^-}}}
难溶于水，在水中解离如下：。
{\displaystyle {\ce {Cu(IO3)2 . H2O <=> Cu^2+ (aq) + 2IO3^- (aq) + H2O}}}, {\displaystyle K{\rm {{sp}=1.4\times 10^{-7}}}}

## 拓展阅读
松岡敬一郎. . 霞ヶ関出版. 1992. ISBN 9784760301355.